# Flommen
Flommen är ett naturreservat inom den historiska Skanör med Falsterbo stads område i Vellinge kommun i Skåne. Det är beläget väster om Skanör och Falsterbo, och är 865 hektar stort. Av detta utgörs 560 hektar av grunda havsområden. Flommen är även ett natura 2000-område. Reservatet är speciellt på grund av dess grunda vikar och laguner samt betade strandängar innanför flygsanddynerna mot Öresundskusten. Flommen har fått sitt namn efter de grunda, avsnörpta laguner (flommar) som ligger innanför sanddynerna.
Området hyser två golfbanor, tillhörande Falsterbo GK respektive Flommens GK.
I markerna växer bland annat strandtåg, blå svärdslilja, martorn, strandnål och strandmolke, och vanliga fåglar är småtärna, svartbent strandpipare och skärfläcka. Även stinkpaddan, grönfläckiga paddan och sandödlan förekommer där. Området är ett populärt rekreationsområde för bad.